# Englische Badmintonmeisterschaft 1973
Die Englische Badmintonmeisterschaft 1973 fand bereits vom 8. bis zum 10. Dezember 1972 im Redbridge S. C. in Redbridge statt. Es war die zehnte Austragung der nationalen Titelkämpfe von England im Badminton.	

## Titelträger
| Disziplin    | Gold                       | Silber                      |
| ------------ | -------------------------- | --------------------------- |
| Herreneinzel | Ray Stevens                | David Eddy                  |
| Dameneinzel  | Margaret Beck              | Gillian Gilks               |
| Herrendoppel | Ray Stevens Mike Tredgett  | Alan Connor William Kidd    |
| Damendoppel  | Judy Hashman Gillian Gilks | Margaret Beck Julie Rickard |
| Mixed        | David Hunt Gillian Gilks   | David Eddy Eileen Ross      |

## Finalresultate
| Disziplin    | Sieger                     | Finalist                    | Ergebnis         |
| ------------ | -------------------------- | --------------------------- | ---------------- |
| Herreneinzel | Ray Stevens                | David Eddy                  | 15-6, 15-9       |
| Dameneinzel  | Margaret Beck              | Gillian Gilks               | 11-5, 5-11, 11-6 |
| Herrendoppel | Ray Stevens Mike Tredgett  | Alan Connor Billy Kidd      | 15-7, 15-7       |
| Damendoppel  | Judy Hashman Gillian Gilks | Margaret Beck Julie Rickard | 15-11, 15-3      |
| Mixed        | David Hunt Gillian Gilks   | David Eddy Eileen Ross      | 15-12, 15-10     |